# Medusa Group
Medusa Group – polska pracownia architektoniczna, założona w 1997 w Gliwicach przez Przemysława Łukasika i Łukasza Zagałę.
Założyciele śląskiego biura praktykę zawodową odbyli w pracowniach Petera Pabla i Jeana Nouvela, a zebrane doświadczenia przenieśli do Polski, budując nową architekturę Śląska w latach transformacji systemowej.

## Wybrane realizacje
| Rok ukończenia    | Obiekt                 | Obiekt | Lokalizacja |       |
| ----------------- | ---------------------- | ------ | ----------- | ----- |
| 2003              | Bolko Loft mh1         |        | Bytom       | [ 1 ] |
| 2017              | Akademeia High School  |        | Warszawa    | [ 2 ] |
| 2020              | Hotel Nobu (rozbudowa) |        | Warszawa    | [ 3 ] |
| 2022              | Biurowce .KTW          |        | Katowice    | [ 4 ] |
| w budowie od 2019 | osiedle Stacja Wola    |        | Warszawa    | [ 5 ] |

## Nagrody i wyróżnienia
- 2006: umieszczenie na liście „Polska. Ikony architektury” za Bolko Loft mh1 Bytomiu[6]
- 2018: nagroda za Najlepszy budynek użyteczności publicznej 2017 w IV edycji konkursu Nagroda Architektoniczna Prezydenta m.st. Warszawy za Akademeia High School w Warszawie[7]
- 2018: nominacja do VII Nagrody Architektonicznej „Polityki” za Akademeia High School w Warszawie[8]
- 2021: II nagroda XXV edycji konkursu Polski Cement w Architekturze za Hotel Nobu w Warszawie[3]